# Allée couverte de Mauny
Pour les articles homonymes, voir Mauny (homonymie).
L'allée couverte de Mauny est une allée couverte située sur le territoire de la commune de Mauny, dans le département de la Seine-Maritime, en Normandie. Elle a été découverte quasi-intacte et a livré des ossements fossiles humains nombreux et bien conservés.

## Description
L'allée couverte de Mauny est la seule connue en Seine-Maritime. Elle a été découverte en 1970, puis fouillée entre 1978 et 1980. Cette allée a été construite à la lisière de la forêt de Mauny, dans un petit vallon qui s'ouvre sur la vallée de la Seine, dans la parcelle 196. Le monument comportait à l'origine deux rangées d'orthostates. L'ensemble dessinait un rectangle allongé d'environ 7,50 m de longueur et 1 m de largeur. Au moment de la fouille, la paroi nord-est était assez bien conservée car les orthostates étaient pris dans la masse des terres du versant. Un seul a basculé entièrement à l'intérieur de la tombe. Leur nombre total est aujourd'hui de sept. De l'autre côté de l'allée couverte, le creusement du chemin qui borde le monument a entraîné la chute de la plupart des supports. Avant la fouille, trois d'entre eux étaient en place sur une longueur de près de 4 m. Deux sont tombés récemment de telle sorte qu'il ne reste plus qu'un unique support. La fouille a mis en évidence la présence d'une dalle percée, marquant la séparation entre le vestibule et la chambre funéraire.

## Vestiges archéologiques
L'intérêt de l'allée couverte de Mauny provient des conditions du milieu chimique qui ont permis la conservation des ossements (plus de 115 individus inhumés) avec une belle série de trépanations qui sont tout à fait exceptionnelles pour la Normandie (un des crânes trépané avait conservé sa rondelle de trépanation). Le site est resté à peu près intact entre la fin du Néolithique et les fouilles. Il a donc été possible d'étudier la stratigraphie du remplissage et la disposition des ossements. Le matériel archéologique trouvé en même temps que les ossements était malheureusement assez pauvre. Seuls les objets de parure étaient assez nombreux : 122 perles en pierre, en os, en coquillage ou en ambre. Les petites perles discoïdes en coquille forment l'essentiel du lot.

## Protection
L'édifice a été inscrit au titre des monuments historiques le 24 février 1998.